# Діксон (Кентуккі)
Діксон (англ. Dixon) — місто (англ. city) в США, в окрузі Вебстер штату Кентуккі. Населення — 933 особи (2020).

## Географія
Діксон розташований за координатами 37°31′1″ пн. ш. 87°41′45″ зх. д. / 37.51694° пн. ш. 87.69583° зх. д. (37.516810, -87.695755).  За даними Бюро перепису населення США в 2010 році місто мало площу 2,75 км², з яких 2,70 км² — суходіл та 0,05 км² — водойми. В 2017 році площа становила 3,27 км², з яких 3,24 км² — суходіл та 0,04 км² — водойми.

## Демографія
Згідно з переписом 2010 року, у місті мешкало 786 осіб у 229 домогосподарствах у складі 158 родин. Густота населення становила 286 осіб/км².  Було 263 помешкання (96/км²).
Расовий склад населення:
| - 92,6 % — білих - 6,6 % — чорних або афроамериканців - 0,1 % — азіатів |

До двох чи більше рас належало 0,1 %. Частка іспаномовних становила 0,5 % від усіх жителів.
За віковим діапазоном населення розподілялося таким чином: 13,7 % — особи молодші 18 років, 75,9 % — особи у віці 18—64 років, 10,4 % — особи у віці 65 років та старші. Медіана віку мешканця становила 37,3 року. На 100 осіб жіночої статі у місті припадало 169,2 чоловіків;  на 100 жінок у віці від 18 років та старших — 180,2 чоловіків також старших 18 років.
Середній дохід на одне домашнє господарство  становив 52 541 долар США (медіана — 41 809), а середній дохід на одну сім'ю — 63 630 доларів (медіана — 50 625). За межею бідності перебувало 11,8 % осіб, у тому числі 6,0 % дітей у віці до 18 років та 9,1 % осіб у віці 65 років та старших.
Цивільне працевлаштоване населення становило 435 осіб. Основні галузі зайнятості: роздрібна торгівля — 21,8 %, виробництво — 17,0 %, освіта, охорона здоров'я та соціальна допомога — 16,8 %.